# Veni, Sancte Spiritus (Mozart)
Veni Sancte Spiritus, K. 47, es un motete coral religioso de Wolfgang Amadeus Mozart, compuesto en Viena en 1768, cuando el compositor tenía doce años de edad. Está escrito en la tonalidad de do mayor para coro mixto, voces solistas, orquesta y órgano.

## Estructura
La obra consta de dos partes: la puesta en música de la antífona propiamente dicha y un largo Alleluia. El coro canta de manera casi continua a lo largo de toda la composición, con la excepción de dos breves intervenciones de los solistas. Por su parte, la orquesta está formada por dos oboes, dos trompas, dos trompetas, dos timbales, cuerda y órgano. En la obra, se pueden detectar grandes influencias de la música religiosa de su padre, Leopold Mozart, así como de otros compositores, especialmente Michael Haydn y Johann Ernst Eberlin.

## Controversia sobre su uso litúrgico
El hecho de que el texto comience con las mismas palabras que la secuencia de Pentecostés (Veni, Sancte Spiritus) y que se le añada al final un Alleluia llevó a la creencia generalizada de que se trataba de una musicalización de la célebre secuencia. Sin embargo, Mozart añadió como subtítulo la palabra Offertorium, queriendo con ello indicar el uso real en la composición en la liturgia; además, el Alleluia aparece también en cantos religiosos que se utilizan fuera del periodo de Pentecostés.